# Amir Mohammad
Amir Mohammad (persisch استاد امیر محمد) (* 1931 in Distrikt Deh Sabs der Provinz Kabul; † 1997 im westlichen Exil) war einer der bekanntesten afghanischen Sänger in Kabul.
Ustād Amir Mohammad ging im Dorf Khadja Rawasch zur Schule. Bei seinem Vater, Feis Mohammad, einem Frisör, erlernte er das Rubab-Spiel. Feis Mohammad war ein Schüler von Ustad Aga Mohammad Qenahatt, der Vater von Ustad Mussa e Qasemi und Enkel des legendären Musikers Qasem Jo (Ustad Qasem, 1878–1957) war. Er galt als Sāzandeh, als professioneller Musiker in Familientradition (als allgemeiner Begriff: männliche Musiker in Städten). Zwei bekannte Brüder seines Vaters waren der Rubab-Meister Ustad Mohammad Omar († 1980) und Ustad Mashin, ein Sarangi-Spieler.
Amir Mohammad wurde Schüler von Mohammad Omar und sang Dari-Gedichte von Rudaki, Dschami und anderen. Er vertonte die Ghazal-Dichtung in der Tradition von Qasem Jo, der klassischen afghanischen Musik mit nordindischem Einfluss. In einem Konzert sang er folgendes Gedicht aus der persischen Literatur:
Diese Nacht, diese Zeugen, diese Kerze, dieser Wein und diese Lieblichkeit
Es ist ein Glücksfall, dass ich Dostan (persisch دوستان) sehe.
Daneben sang er Kiliwali („aus dem Dorf“), paschtunische Volksmusik und aus der indischen Musik abgeleitete Ragas. Sein Zentrum war das Musikerviertel Charabat in Kabul. In den 1970er Jahren war er regelmäßig für mehrere Monate im Jahr in Herat, als es dort genügend Auftrittsangebote erhielt. Seine Familie blieb während dieser Zeit in Kabul. Die Verdienstmöglichkeiten waren für ihn in Herat günstiger, da es dort weniger Konkurrenz von Khyal- und Ghazal-Sängern gab als in Kabul. Amir Mohammad hatte in Herat eine feste Band gegründet und  machte Musiktourneen in fast allen Provinzen des Landes, wo er das Publikum in den Städten bei Hochzeiten, bei den besonders im Monat Ramadan zahlreichen Abendveranstaltungen und bei Nouruz-Feiern begeisterte. Zu seiner Band gehörten in den 1970er Jahren der Rubāb-Spieler Mohammad Rahim Khushnawaz, der Dutār-Spieler Gada Mohammad und Fazl Ahmad, Tabla. Gelegentlich wurde die Band durch das nordindische Streichinstrument Dilruba, eine Sormandel (einfache Zither als Borduninstrument) und die demselben Zweck dienende Tanpura ergänzt. Damit erzielte er einen mehr indisch-klassischen Klang seiner Musik.
Amir Mohammad verließ Afghanistan im Jahre 1993 und ging nach Quetta in der pakistanischen Provinz Belutschistan ins Exil. Im Jahre 1997 bekam er eine Einladung zu einer Musiktournee in die USA und nach Europa. Er gastierte auch in Deutschland.
Von seinen 14 Kindern ist Aziz Mohammad ein Musiker geworden.